# Прашина
„Прашина“ (на македонска литературна норма: „Прашина“) е филм от Република Македония от 2001 година, уестърн на режисьора Милчо Манчевски по сценарий на Ваня Бартлинг и Кирил Спасески.